# 関西囲碁オープントーナメント
関西囲碁オープントーナメント（かんさいいごオープントーナメント）は、日本の囲碁の棋戦。2020年創設。5つのクラスに分かれて開催され、下位のクラスにはアマチュアも参加できる。非公式戦。

## 概要
- 主催：日本棋院
- 特別協賛：阪急電鉄
- 協力：関西棋院、阪急阪神ホテルズ（第1-4回）
- 優勝賞金：トップクラス 100万円、Aクラス 70万円、Bクラス 60万円、Cクラス 50万円、 Dクラス 40万円

2020年に創設。第1回は「コロナ禍救済支援企画」と銘打って開催された。

### 出場選手
- 日本棋院関西総本部または関西棋院に所属し、参加を志望した棋士及び院生
- アマチュアは、関西在住のトップアマ・トップ女流アマ、及び全日本女流アマベスト16

### 方式
参加クラスは5つに分かれている。参加者の成績に応じてクラスが振り分けられ、予選通過者（トップクラスは予選無し）による本戦トーナメントで各クラスの優勝者を決定する。持ち時間は、本戦1,2回戦が1時間、本戦決勝戦が3時間。コミ6目半。本戦トーナメントでは解説会が実施される。
トップクラス
賞金ランキングが上位の日本棋院棋士4名及び関西棋院棋士4名、計8名で本戦トーナメントを行う。
- 第5回は記念大会として日本棋院中部総本部から2名が出場。関西総本部2名、関西棋院4名で本戦トーナメント。

Aクラス
トップクラスに次いで上位の日本棋院棋士8名と関西棋院棋士16名が予選トーナメントに出場。本戦トーナメントの枠は各棋院4名ずつ、計8名。
Bクラス
Aクラスに次いで上位の日本棋院棋士8名と関西棋院棋士16名が予選トーナメントに出場。本戦トーナメントの枠は各棋院4名ずつ、計8名。
Cクラス
Bクラスに次いで上位の日本棋院棋士12名と関西棋院棋士16名、関西のトップアマ20名程度が予選トーナメントに出場。本戦トーナメントの枠は各棋院3名ずつとトップアマ2名の計8名。
Dクラス
その他の日本棋院棋士・関西棋院棋士及び院生（関西棋院院生10名程度、日本棋院院生5名程度）、女流アマ（全日本女流アマベスト16及び関西の女流トップ20名程度）が予選トーナメントに出場。本戦トーナメントの枠は各棋院3名ずつ（院生含む）と女流アマ2名の計8名。
- 第1-2回のDクラスの本戦枠は、各棋院2名ずつと、女性アマ2名、アマ七・八段位保持者2名。
- 第5回は女流アマの出場なし（各棋院4名ずつ）。

## 歴代優勝者
| 回 | 年   | トップクラス | Aクラス  | Bクラス  | Cクラス  | Dクラス    |
| -- | ---- | ------------ | -------- | -------- | -------- | ---------- |
| 1  | 2020 | 井山裕太     | 佐田篤史 | 阿部良希 | 大川拓也 | 矢田直己   |
| 2  | 2021 | 瀬戸大樹     | 呉柏毅   | 内海晃希 | 渡辺由宇 | 表悠斗     |
| 3  | 2022 | 村川大介     | 谷口徹   | 畠中星信 | 高嶋湧吾 | 渡辺寛大   |
| 4  | 2023 | 村川大介     | 呉柏毅   | 岩丸平   | 畠中星信 | 表悠斗     |
| 5  | 2024 | 余正麒       | 今村俊也 | 矢田直己 | 武井孝志 | 田中健太郎 |